# Культура Екатеринбурга

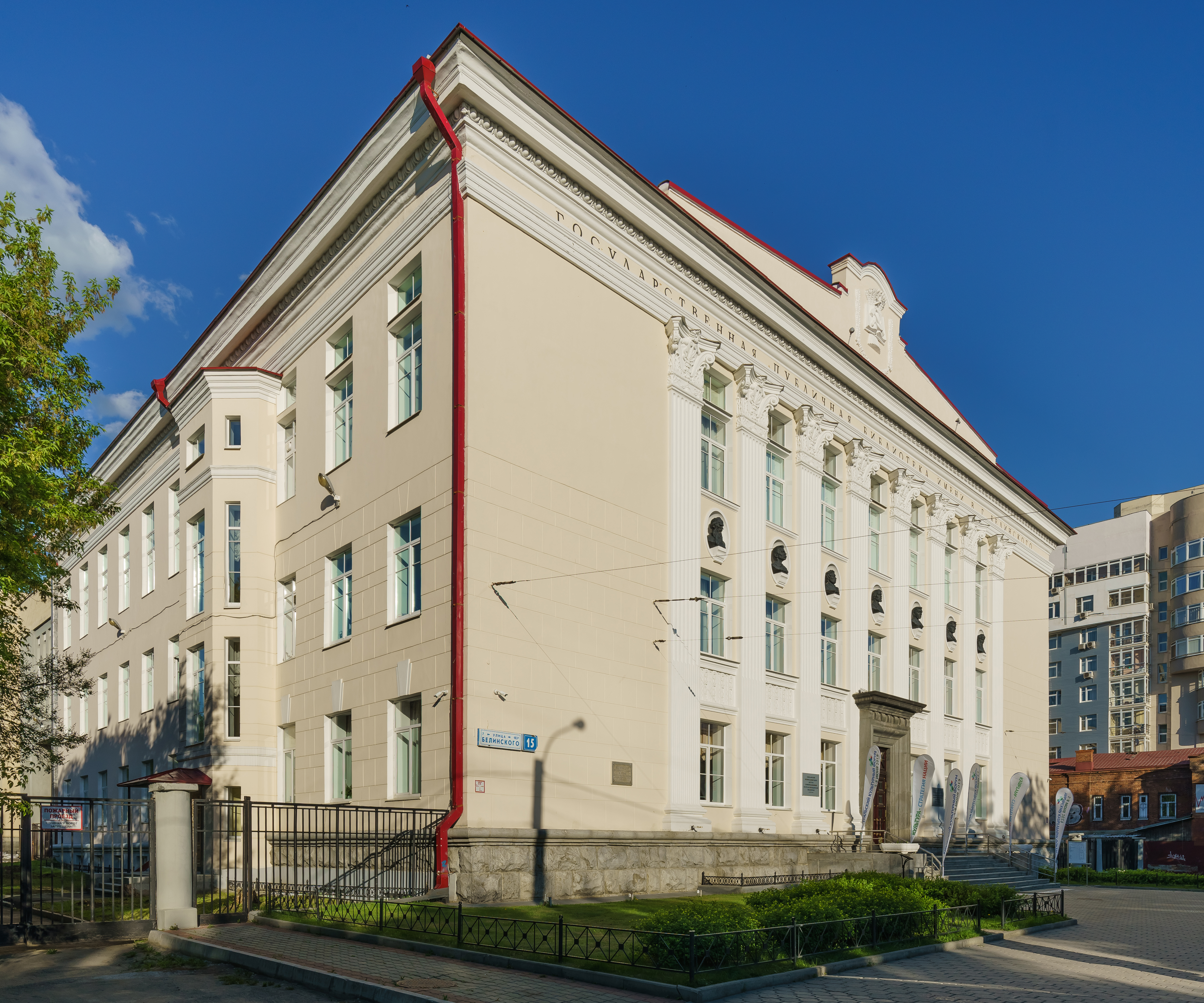
Библиотека имени В. Г. Белинского

## Из истории
Со времён основания культура города была приурочена к православию, и роль культурного центра во многом играл находящийся в центре города Екатерининский собор. Неправославная часть культуры была представлена местным язычеством, которое в 1725 году власти определили словами «незнаемо какая шарташская вера».
По мере развития город превратился в крупный культурный центр со множеством культурных учреждений и достопримечательностей. На развитие городской культуры повлияли знаковые исторические события, такие как расстрел царской семьи, перенос в Екатеринбург советской промышленности во время Великой Отечественной войны и др. Отдельно город знаменит Свердловским рок-клубом, что ставит его в один ряд с Москвой и Петербургом.

## Библиотеки
В современном Екатеринбурге функционируют несколько десятков библиотек. Наиболее крупные библиотечные организации — Свердловская областная универсальная научная библиотека им. В. Г. Белинского — крупнейшая публичная библиотека в Свердловской области, Муниципальное объединение библиотек, включающее в себя 41 библиотеку по всему городу, в том числе Центральную городскую библиотеку им. А. И. Герцена и Библиотека Главы Екатеринбурга (до 2007 г. — Библиотека Главы города; в состав системы входит 4 библиотеки).
Российской библиотечной ассоциацией (РБА) Екатеринбург в 2006 году был выбран библиотечной столицей России. Важную роль в получении этого звания сыграл реализуемый в настоящее время проект «Библиотека XXI века», целью которого является создание в Екатеринбурге библиотек нового типа — «электронных» библиотек, сейчас на базе муниципальных библиотек уже создано 7 электронных библиотечных центров.
Библиотеки города реализуют различные проекты, в том числе мультипроекты совместно с информационно-культурным центром «Япония», екатеринбургским отделением Британского совета, немецким культурным центром.

## Музеи

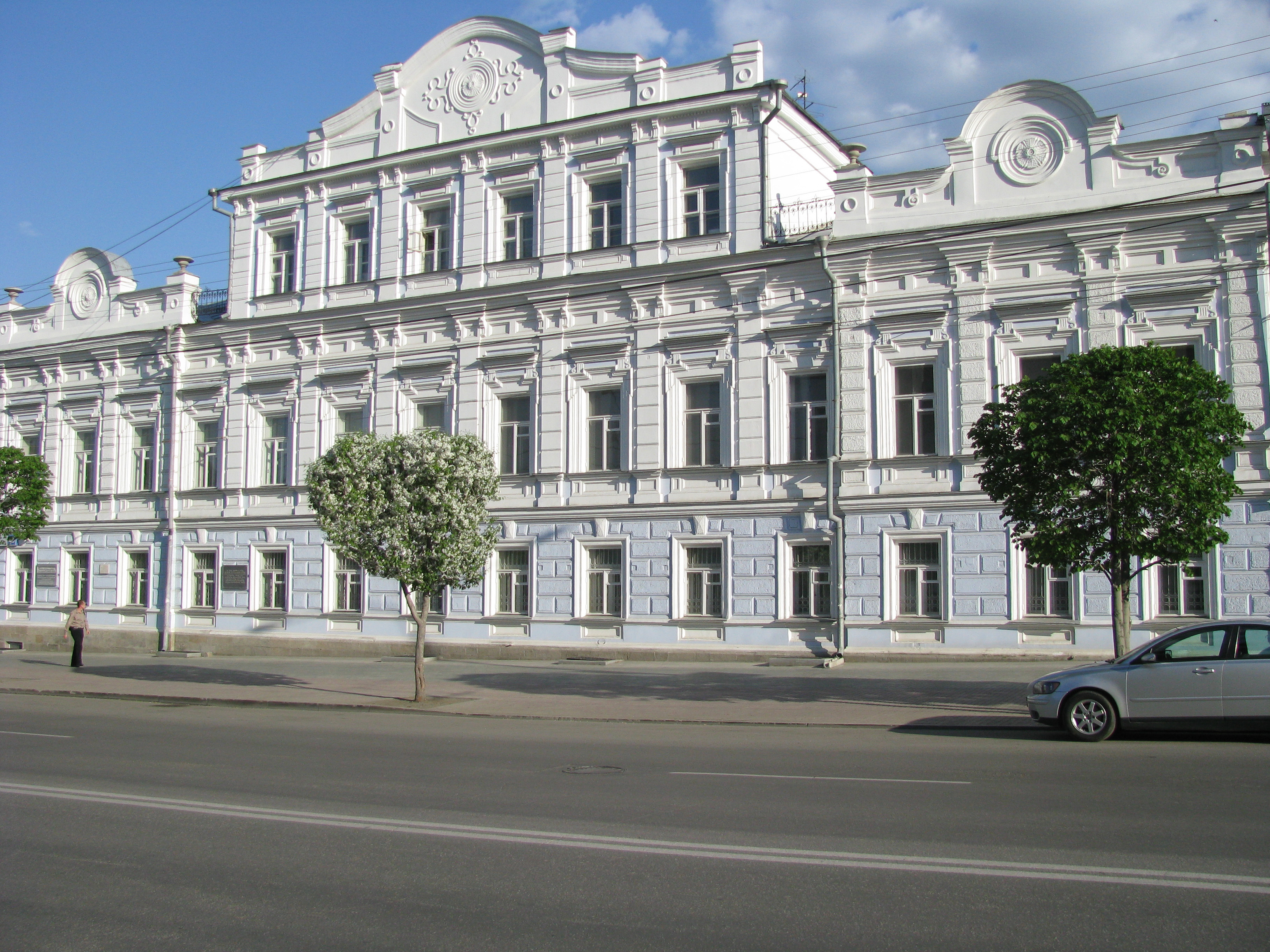
Краеведческий музей на ул. Малышева (Дом Поклевских-Козелл)

В городе действует около 50 различных музеев. Екатеринбургские музеи ежегодно участвуют в международном мероприятии «Ночь музеев».

## Театры

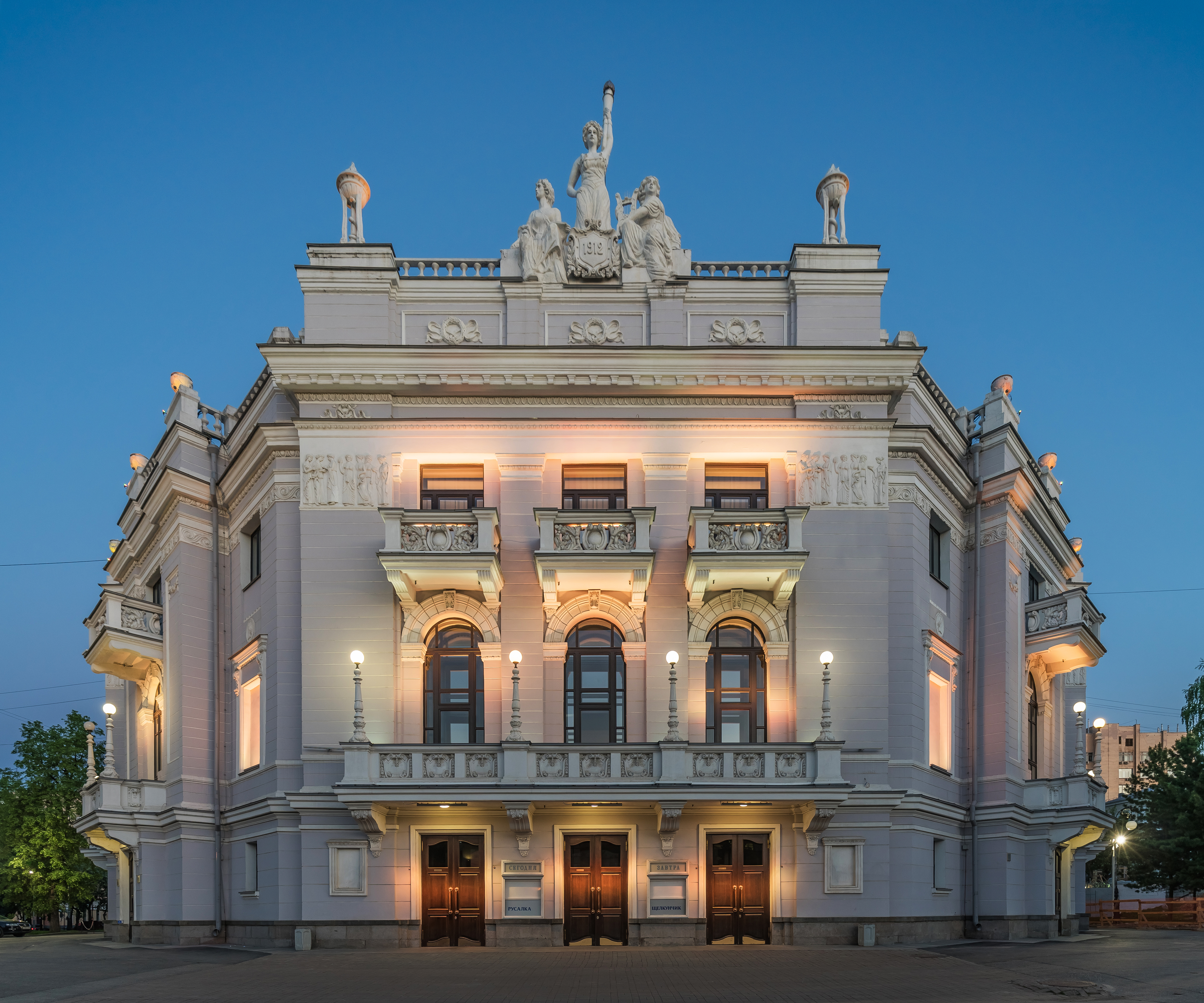
Оперный театр

Первый профессиональный театр в Екатеринбурге появился лишь спустя 120 лет после основания города — 17 ноября 1843 года в городе обосновалась труппа казанского антрепренёра П. А. Соколова. В настоящее время Екатеринбург — один из ведущих театральных центров России, в городе действует 24 театра, многие из них проводят гастроли не только в России, но и за рубежом. Благоприятное влияние на театральную жизнь города оказали эвакуированные в Свердловск в годы войны МХАТ и Центральный театр Советской Армии, а также наличие собственного театрального института.
В городе работают театр музыкальной комедии, театр драмы, театр юного зрителя, театр кукол и другие театры.
Екатеринбург является одним из центров развития современного танца в России. В городе работают такие танцевальные компании, как «Провинциальные танцы», «Киплинг», «Танцтрест». Театр «Провинциальные танцы», основанный в 1990 году, работает под руководством хореографа Татьяны Багановой и базируется в здании ДК УЗТМ. Коллектив является многократным обладателем российской театральной премии «Золотая маска» и победителем различных международных конкурсов и фестивалей.

## Кино

### Киностудия
С 1943 года в городе функционирует Свердловская киностудия — единственная киностудия в России за пределами Москвы и Санкт-Петербурга, снимающая не только документальное, но и художественное кино.
Всего на киностудии было снято более 200 художественных, 1500 документальных и около 100 анимационных фильмов.
В разное время на Свердловской киностудии работали известные советские и российские режиссёры, такие как Ярополк Лапшин, Владимир Макеранец, Владимир Хотиненко, Алексей Федорченко, Алексей Балабанов, Кирилл Котельников и многие другие.
В 2005 году псевдодокументальный фильм «Первые на Луне», снятый на Свердловской киностудии получил приз Венецианского кинофестиваля, в 2008 году при участии киностудии был снят фильм «Адмиралъ», премьера которого состоялась в Екатеринбурге. Ежегодно в городе проходит крупнейший в России фестиваль документального кино — «Россия», а также масса других кинофестивалей более малого масштаба.
В целях совместного продвижения и развития все проекты Свердловской киностудии выходят под единой торговой маркой «СТРАНА».

### Кинотеатры

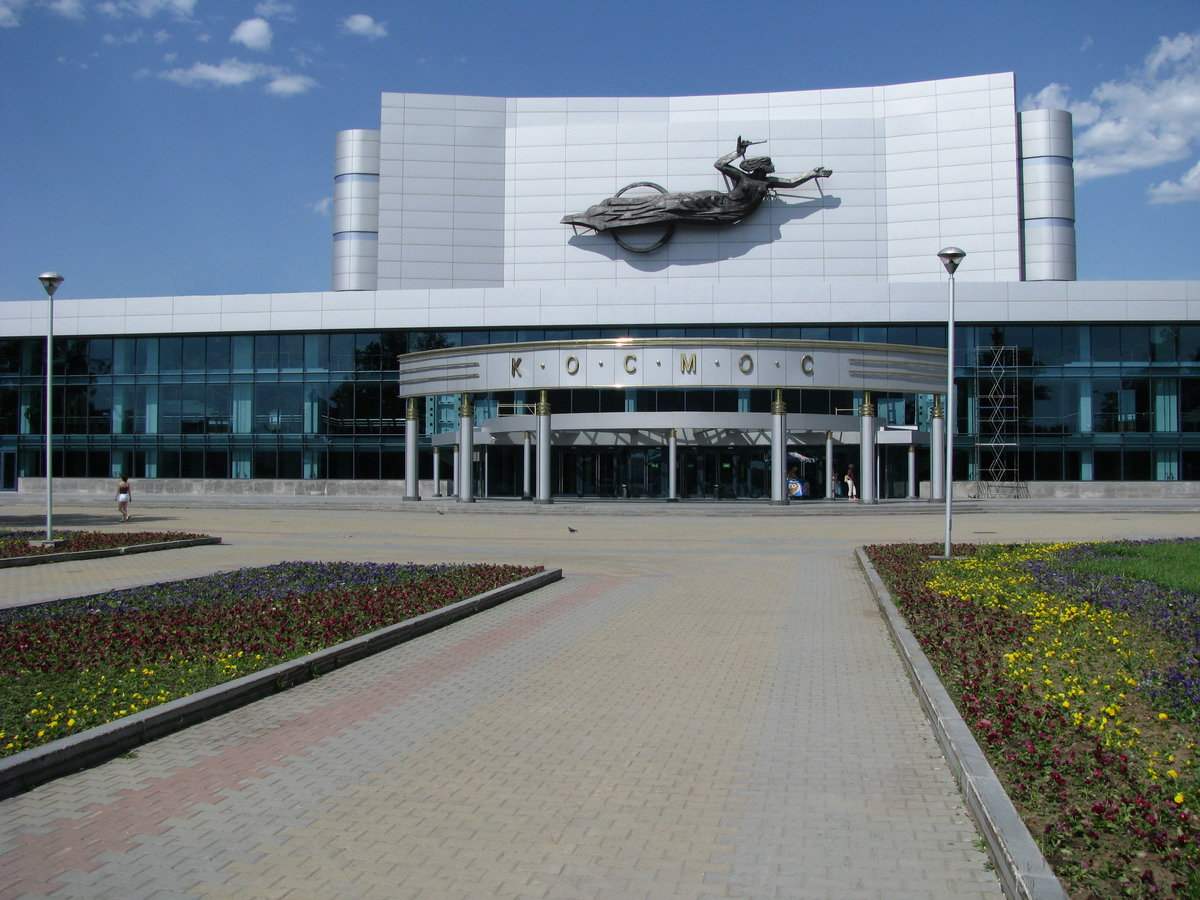
Киноконцертный театр «Космос»

В Екатеринбурге находится 18 действующих кинотеатров, старейший из которых — «Салют», самый вместительный — ККТ «Космос». Также в городе находятся кинотеатры сетей «Премьер-Зал», «Киномакс», «Киноплекс». В последнее время новые кинотеатры открываются, как правило, в торгово-развлекательных центрах.

## Музыка

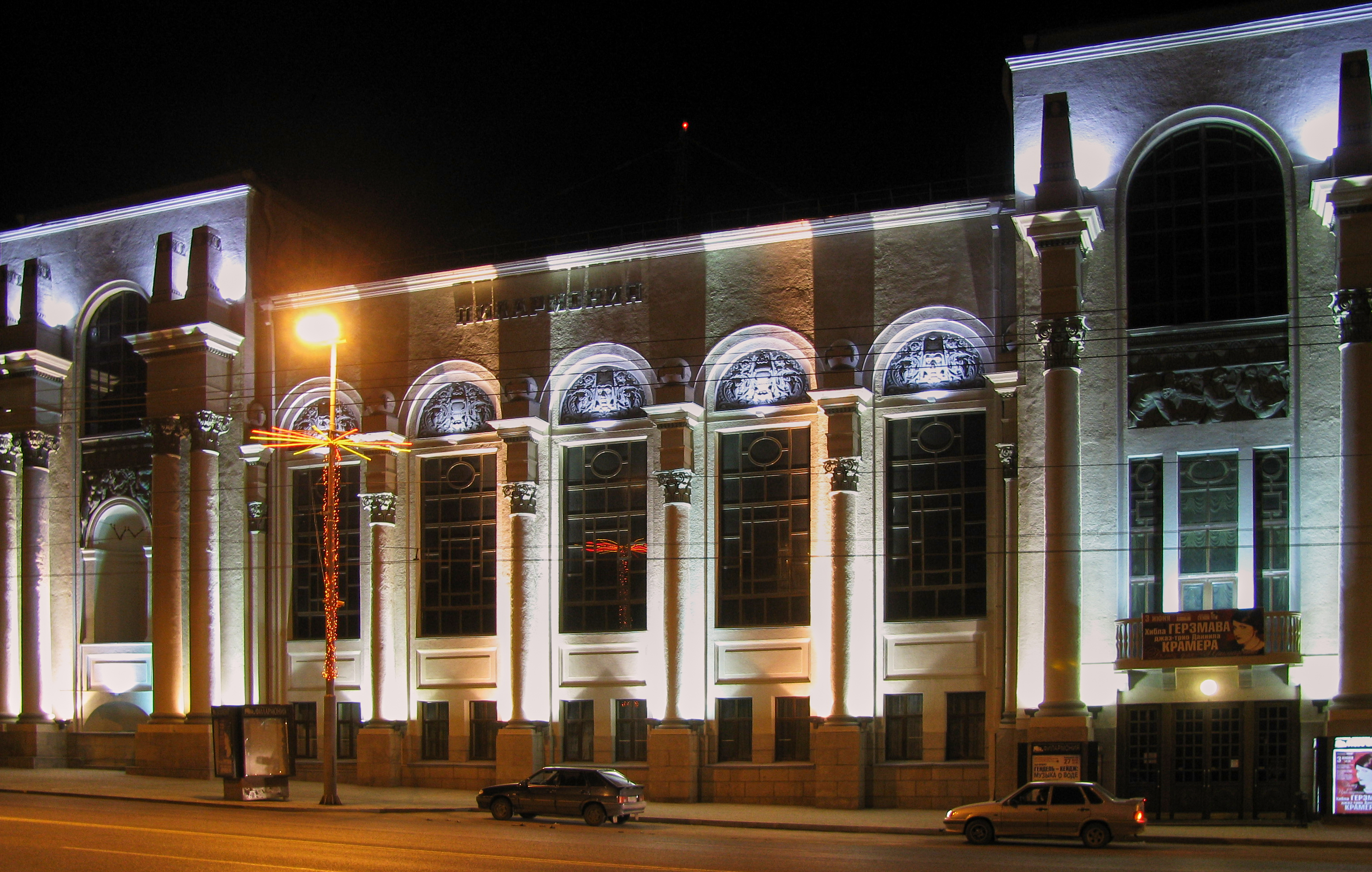
Свердловская государственная академическая филармония

- Свердловская государственная академическая филармония — одна из лучших филармоний России с концертным залом на 700 мест, где установлен орган, и камерным залом на 120 мест. В филармонии базируется Уральский академический филармонический оркестр под руководством Дмитрия Лисса — проводящий в год более 100 концертов в России и за рубежом. В 2005 году вместе с оркестрами Валерия Гергиева и Михаила Плетнёва представлял Россию на проекте «Europalia Russia» в Бельгии[16].
- Уральский академический народный хор — коллектив с более чем 60-летней историей, в составе которого выступают народные и заслуженные артисты России. Базируется в Концертном зале имени М. В. Лаврова.
- Свердловская государственная детская филармония

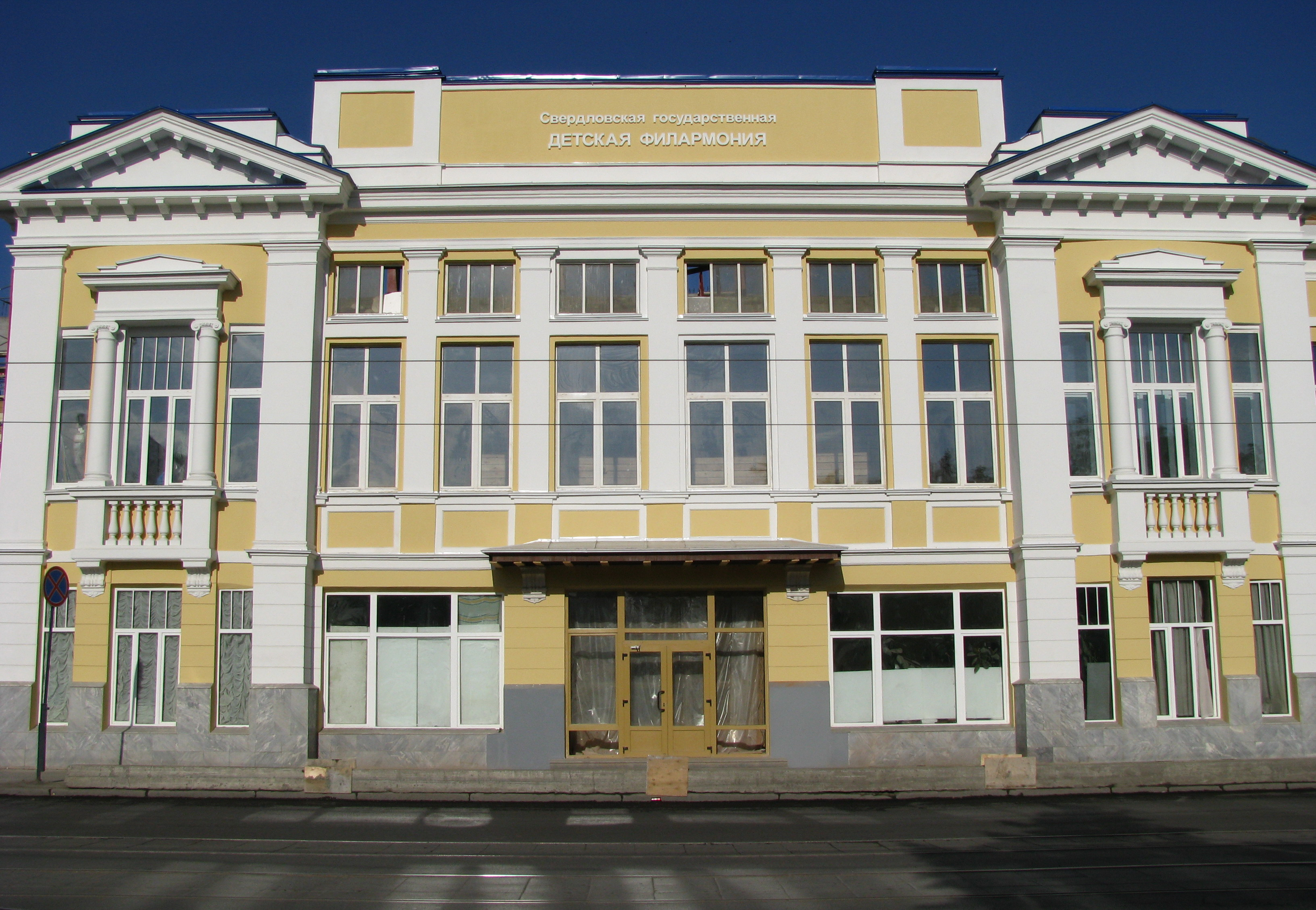
Свердловская государственная детская филармония

- Концертный зал Маклецкого при Екатеринбургском музыкальном училище им. П. И. Чайковского — камерный концертный зал на 400 мест, построенный в 1900 году, принимал концерты таких известных композиторов как Мстислав Ростропович, Генрих Нейгауз, Дмитрий Шостакович. В 2004 году был признан лучшим по акустическим параметрам камерным концертным залом России[17].
- Концертный зал консерватории им. Мусоргского — используется для выступления как солистов так и симфонических оркестров, в период сессий можно услышать бесплатные концерты студентов консерватории.
- Российская оперная премия «Casta diva» — единственная в России специальная премия для лауреатов в области оперного искусства; учреждена Гуманитарным университетом (Екатеринбург) совместно с Центром музыкального театра (Екатеринбург), Гуманитарным и политологическим центром «Стратегия» (Москва), изданиями: «Культура», «Экран и сцена», «Литературная газета», «Музыкальная академия», «Петербургский театральный журнал», «Мариинский театр», а также радио «Орфей».[18] Инициатор учреждения премии — проф. Уральской консерватории, директор Центра музыкального театра при Гуманитарном университете М. Л. Мугинштейн.

Свердловск — Екатеринбург считается одним из центров русского рока — в 1980-х здесь был основан Свердловский рок-клуб, коллективы которого стали известны на всю страну. Наибольшей популярности добились «Наутилус Помпилиус», «Настя», «Чайф», «Агата Кристи», «Апрельский марш», «Смысловые галлюцинации», «Чичерина», «Юта» и другие. Также родом из Екатеринбурга такие известные исполнители и группы как «Монеточка», «Курара», «Сансара», «Обе две» и др.

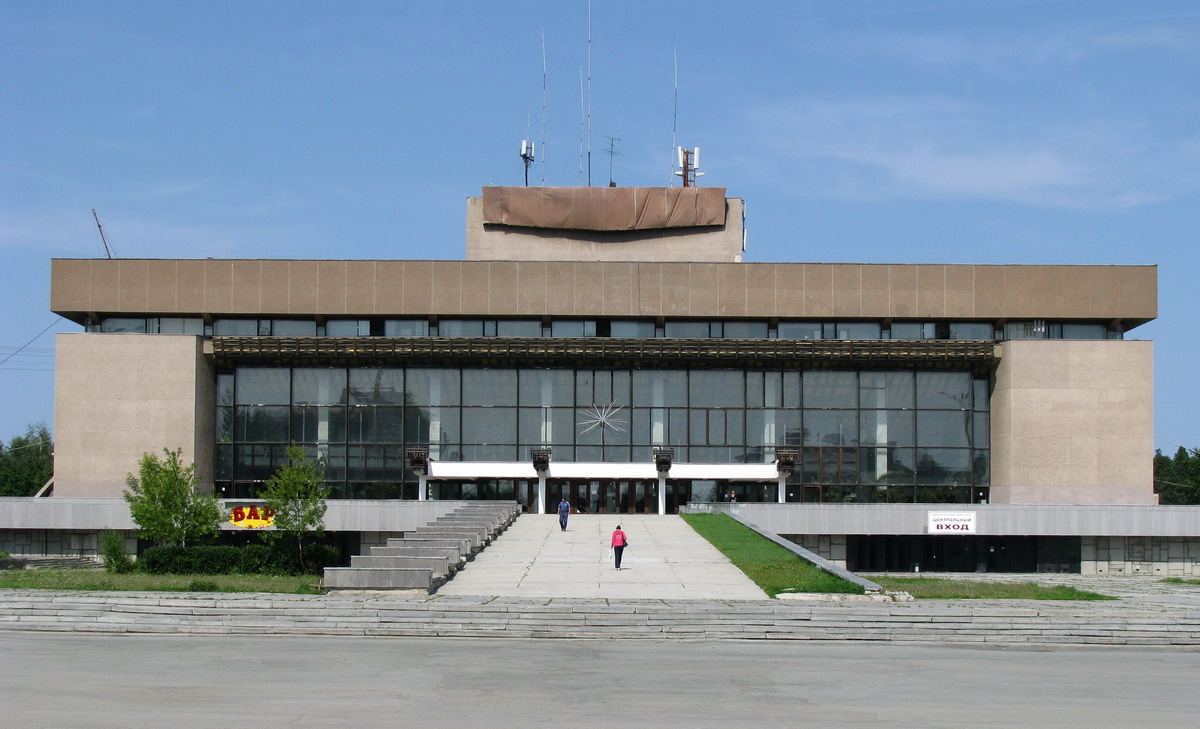
ДК УЗТМ

## Концертные площадки

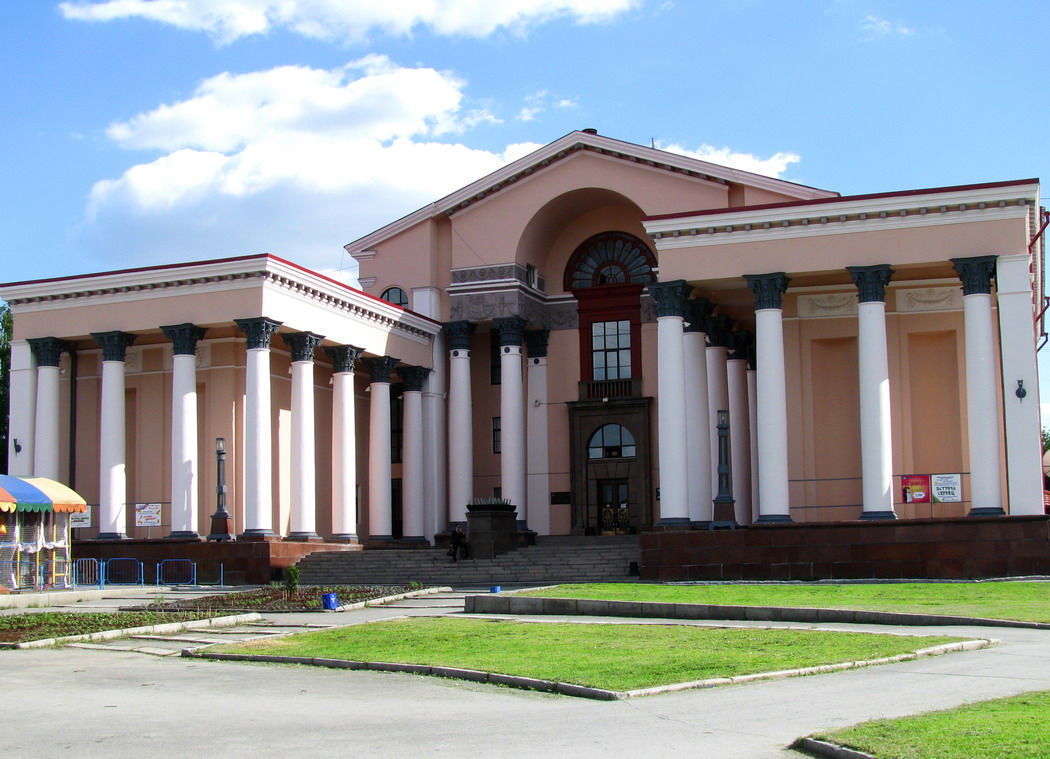
Центр культуры и искусства «Верх-Исетский»

Основные концертные площадки города:

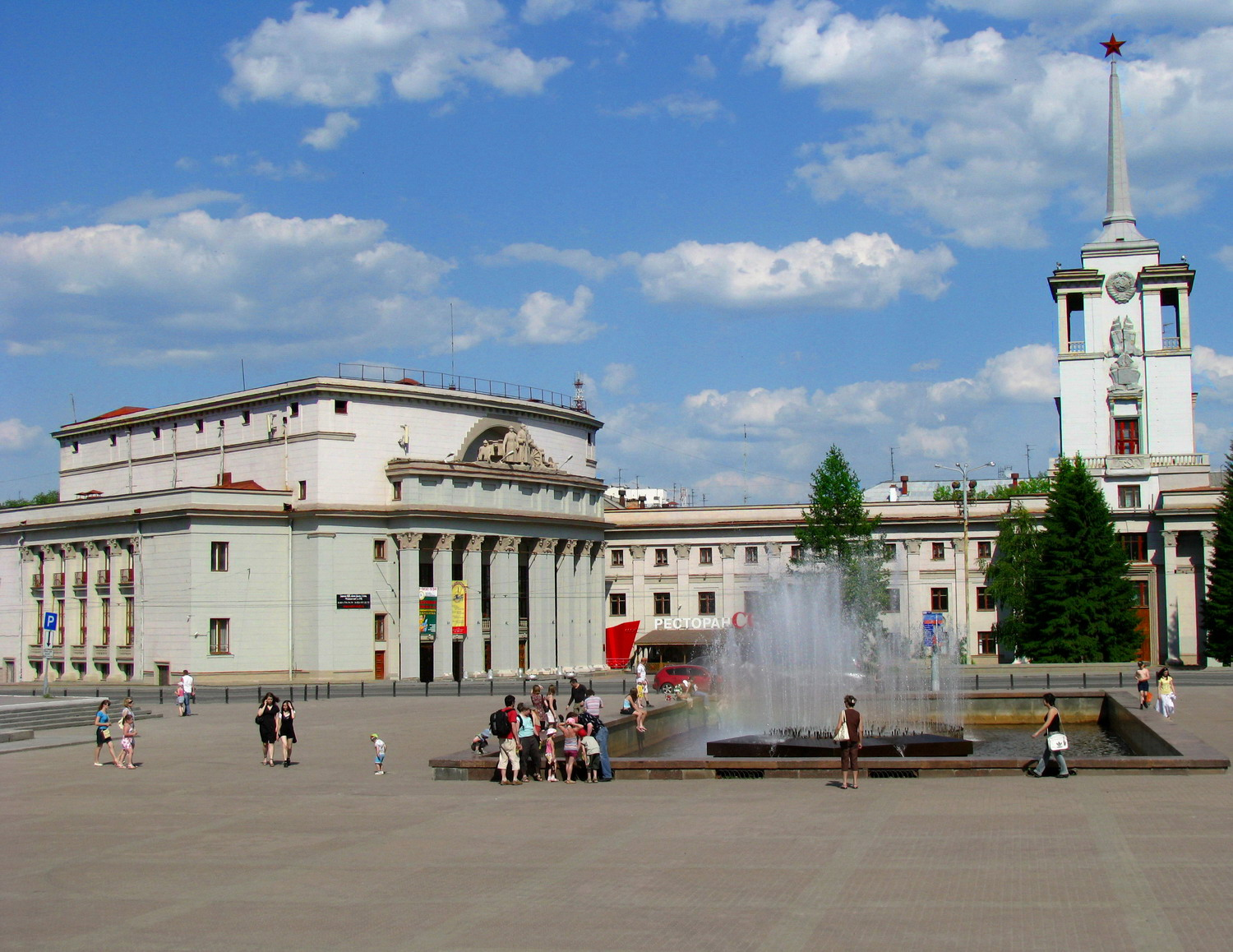
Окружной Дом офицеров

- Киноконцертный театр «Космос» — главный концертный зал города, построен в 1967 году с огромной, по меркам тех лет вместимостью в 2386 зрителей[19]. В 2003 году была проведена масштабная реконструкция, в результате которой был полностью изменён внешний и внутренний облик сооружения, главный зал был оснащён по последнему слову техники. По требованиям пожарной безопасности количество мест было сокращено до 2000, но теперь кресла стали более комфортными[20]. В «Космосе» проходят практически все концерты мировых звёзд, посещающих город.
- Свердловский государственный областной дворец народного творчества.
- Дворец молодёжи с залом на 1400 зрителей.
- Окружной дом офицеров Приволжско-Уральского военного округа с залом на 900 зрителей.
- Центр культуры и искусства «Верх-Исетский» (бывший ДК ВИЗ)[21].
- Дворец культуры Уралмашзавода (ДК УЗТМ).
- Концертный зал имени М. В. Лаврова.
- Клубы Nirvana и Tele-Club используются для выступления артистов хип-хоп, электронной и рок-музыки.
- Другие.

Кроме того, помимо своего целевого назначения, для проведения массовых праздников и концертов используются ледовый дворец «Уралец» (вместимость 5500 зрителей), ДИВС «Уралочка» (вместимость 5000 зрителей) и Екатеринбургский цирк (вместимость 2600 зрителей).

## Парки культуры, отдыха и развлечений

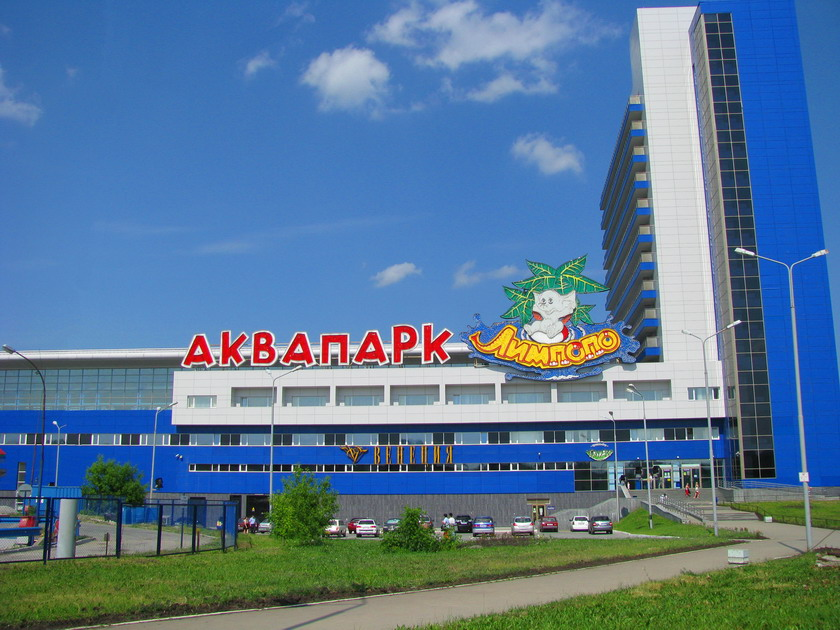
Аквапарк «Лимпопо» — один из крупнейших в Европе крытых аквапарков

- Центральный парк культуры и отдыха имени Маяковского — главный парк города, популярное место для проведения массовых праздников. В парке располагаются различные аттракционы, летний эстрадный театр, музыкальный фонтан, детская железная дорога.
- Таганский парк.
- Екатеринбургский зоопарк — располагается в пределах одного квартала в центре города (площадь 2,5 га), обладает богатой коллекцией животных, сейчас в зоопарке более 700 животных, относящиеся к 286 видам, имеются павильоны для кошачьих хищников, обезьян, слоновник.

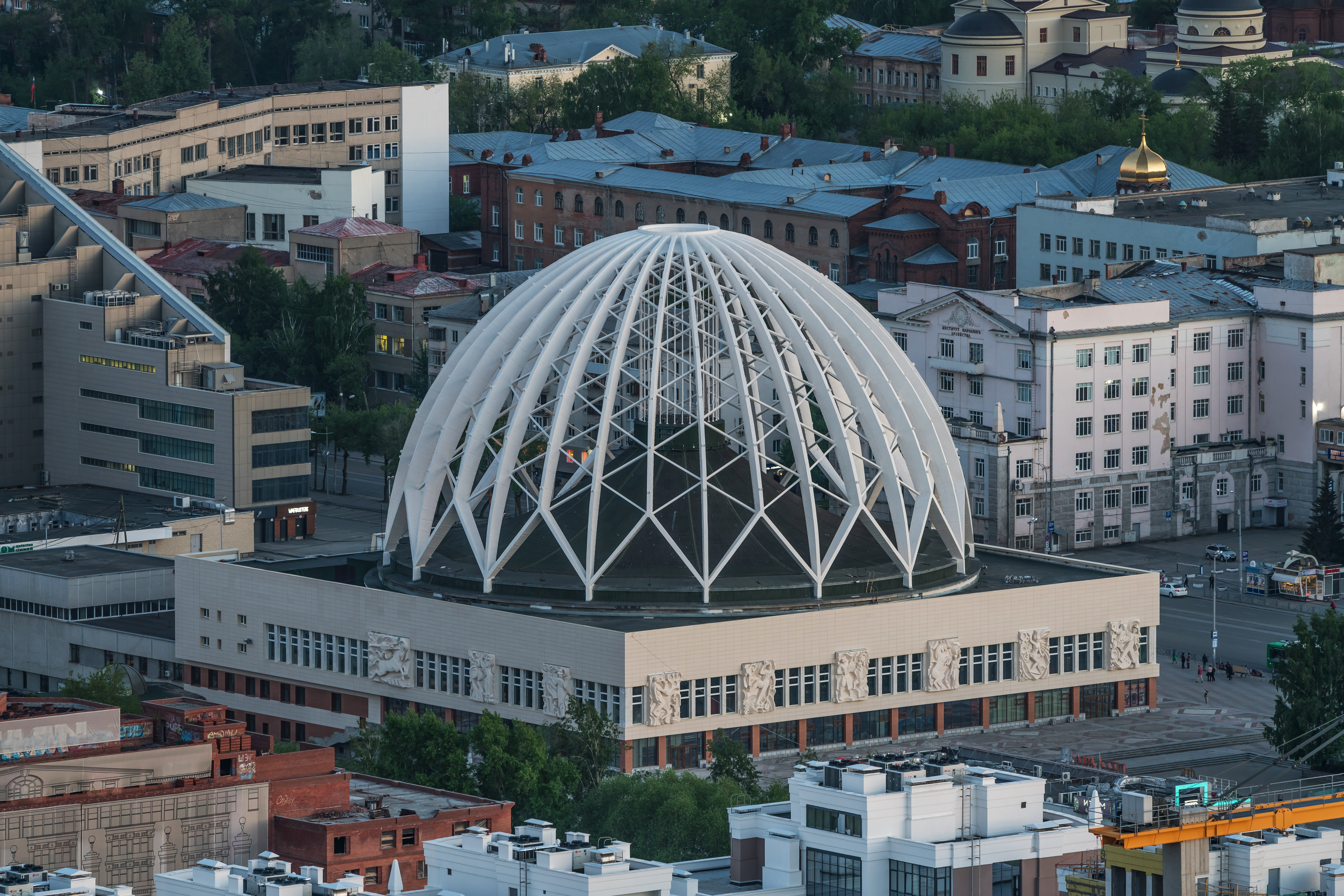
Екатеринбургский цирк

- Екатеринбургский государственный цирк им. В. И. Филатова — развлекательное учреждение с манежем на 2600 мест, ежегодно представляет новые цирковые программы, принимает гастроли различных цирковых коллективов.
- Аква-Галерея — одна из самых больших в России выставка экзотических рыб, имеется более 40 аквариумов, пруд со смотровым стеклом и первый на Урале подводный тоннель[23].
- Аквапарк «Лимпопо» — водно-развлекательный комплекс, общей площадью более 27 000 м², единовременно в аквазоне могут находиться более 1000 человек[24].

Несмотря на плотную застройку, в черте города находится большое количество садов, скверов, самые известные — Исторический сквер, дендропарки на ул. 8 Марта и Первомайской, Зелёная Роща, Таганский парк, Основинский парк, сад имени Павлика Морозова, парк Дворца молодёжи, Харитоновский сад, а также Каменные палатки — памятник природы в черте города, в районе озера Шарташ.

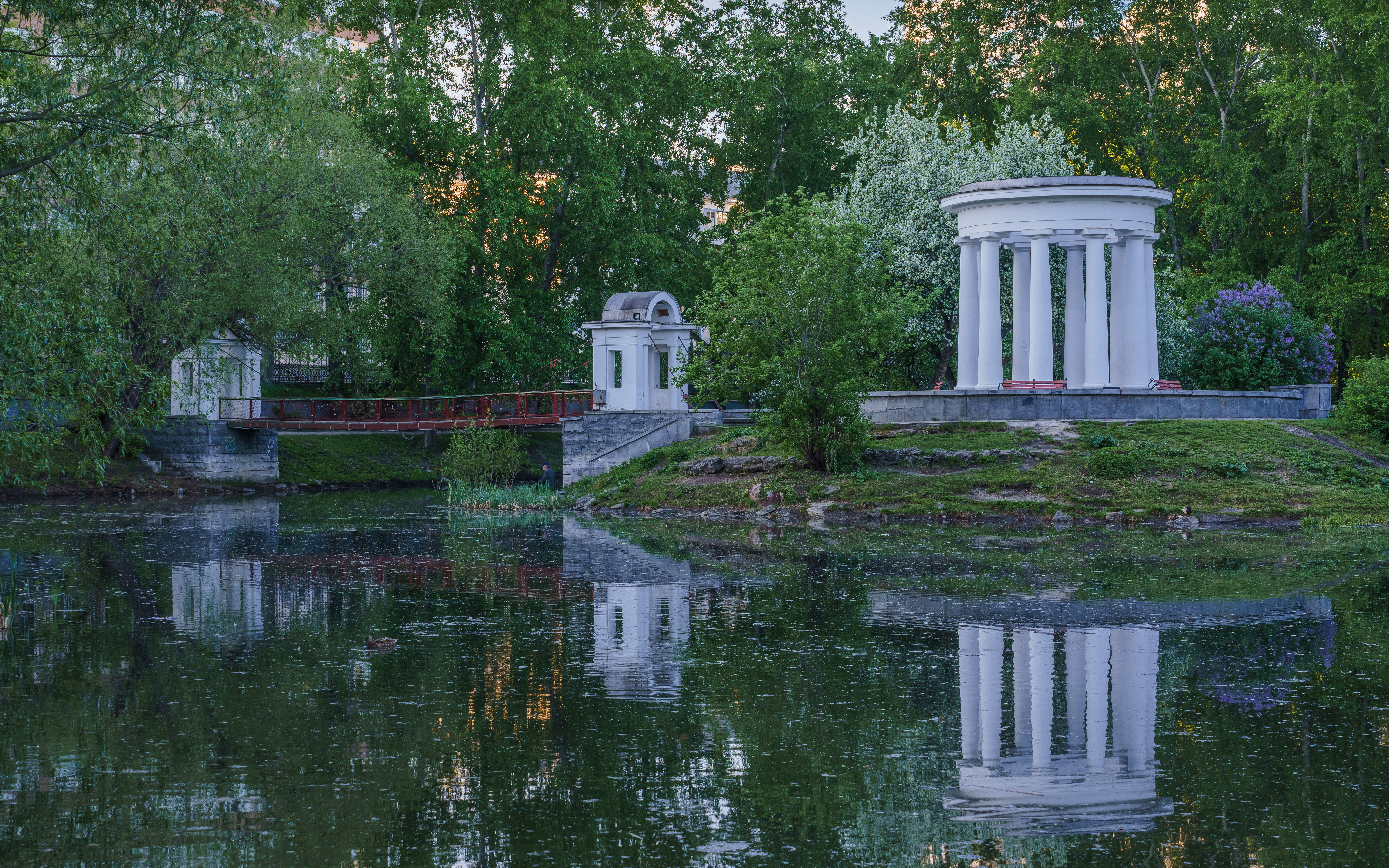
Харитоновский сад
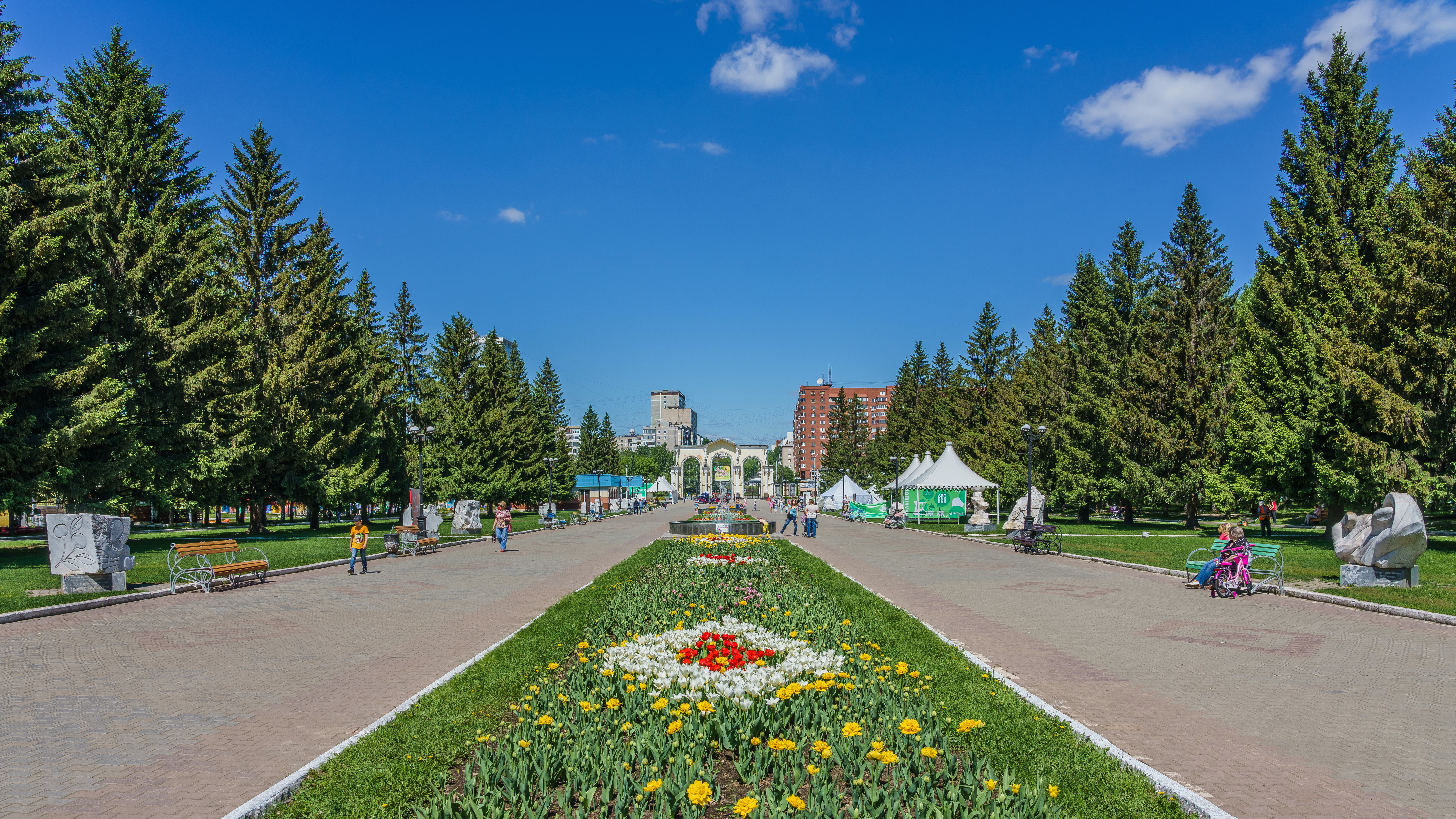
Аллея в ЦПКиО им. Маяковского
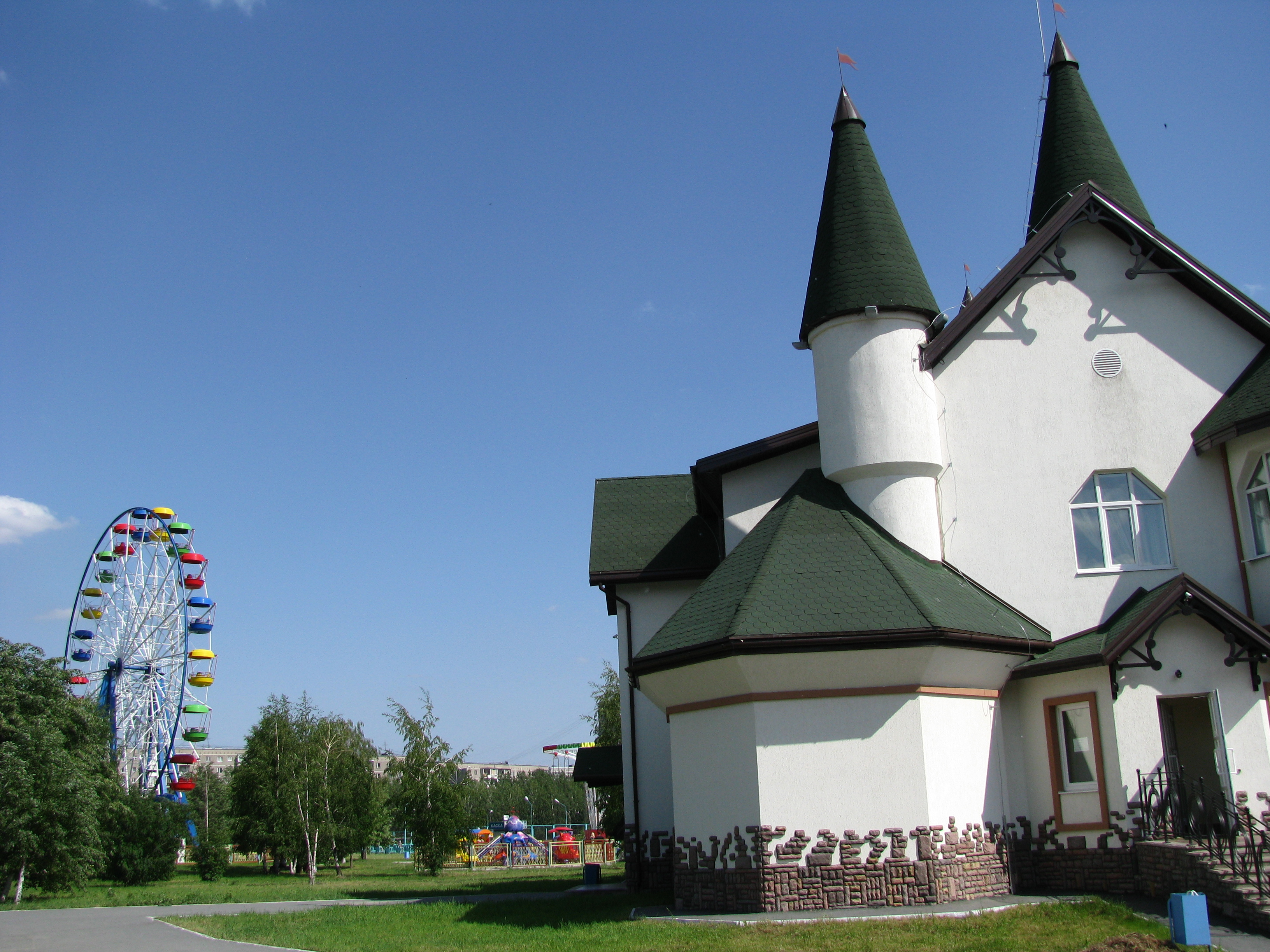
Сагайдак-парк
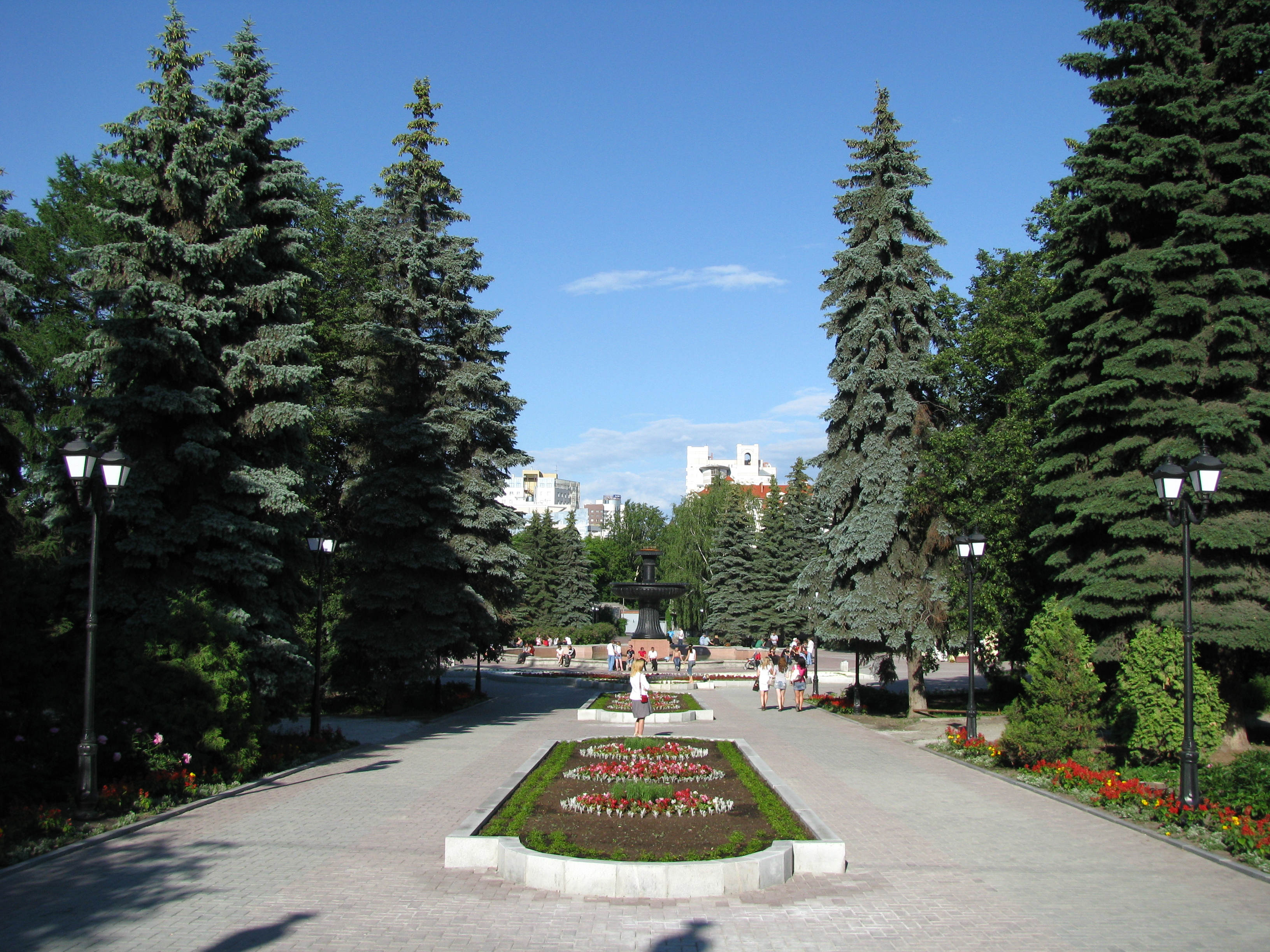
Дендрарий на ул. 8 марта
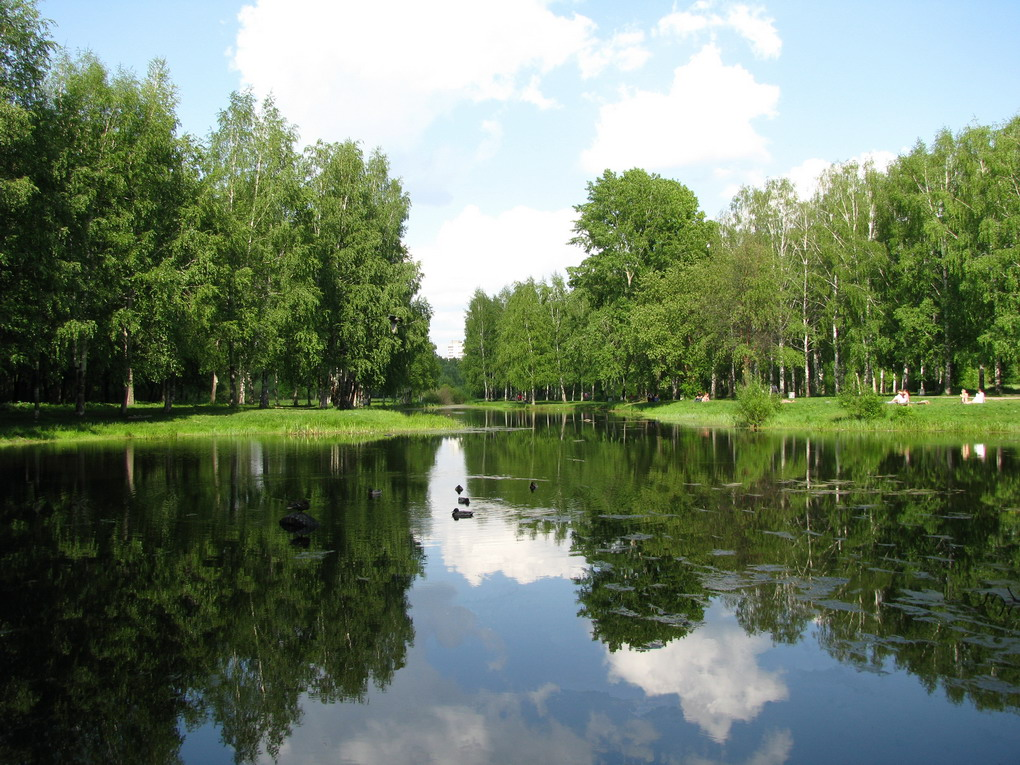
Сквер с озером на ул. Шаумяна

## Мероприятия

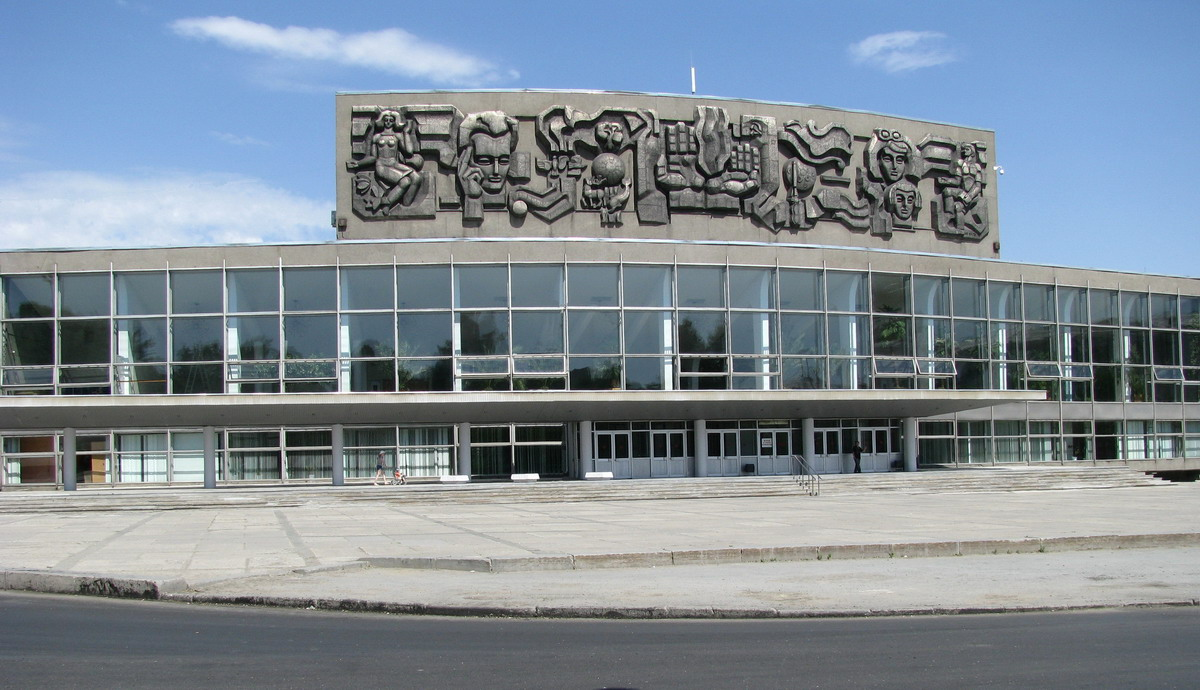
Дворец молодёжи

Наиболее крупные российские и международные культурные мероприятия, проходящие в городе:
- В городе регулярно проходят выступления мировых звёзд популярной, танцевальной, альтернативной и прочей востребованной у молодёжи музыки. В городе много музыкальных площадок высокого уровня, крупнейшими из которых считаются «Теле-клуб» и «Екатеринбург-Экспо». В городе достаточно велика татарская диаспора, что позволяет также регулярно проводить здесь выступления артистов татарской эстрады.
- Всероссийская ярмарка оперных певцов, под председательством народной артистки СССР Галины Вишневской — проходит ежегодно в Оперном театре[25].
- Международный конкурс артистов оперетты имени Владимира Курочкина — проходит в театре музыкальной комедии[26].
- Международный театральный фестиваль современной драматургии «Коляда-Plays» — проводится ежегодно начиная с 2007 года[27].
- Международный фестиваль театров кукол «Петрушка Великий» — первый фестиваль прошёл в 2002 году и с тех пор проводится с периодичностью раз в два года[28].
- Конкурс «Лучшая театральная работа года» и фестиваль лучших спектаклей «Браво!» — проходит в Екатеринбургском Доме актёра[29].
- В Екатеринбурге каждые два года с 1990 года проходит Всероссийский фестиваль «Реальный театр». Подобных фестивалей с принципиальной адресацией к профессионалам при всем фестивальном многообразии в России три: наряду с «Реальным театром», это не нуждающаяся в представлении «Золотая маска» и «Балтийский дом» (Санкт-Петербург)[30].
- Фестиваль «Старый Новый Рок» — проходит с 2000 ежегодно (кроме 2010) в начале и середине года.[31]
- Фестиваль рока и фолка «Рок-этно-стан» проходит ежегодно в феврале и июле.
- Начиная с 1978 года празднуется День города, который отмечается в третью субботу августа. Мероприятия в рамках Дня города традиционно проходят в Историческом сквере на «Плотинке», а также на других концертных площадках и парках города.
- С 1981 года в городе проводится Всероссийский фестиваль фантастики «Аэлита».
- «Стеннограффия» — международный фестиваль уличного искусства, который ежегодно с 2010 года проводится в Екатеринбурге в первые выходные июля.
- В «Екатеринбург-экспо» проводятся юбилейные игры КВН